# كارسون فوكس
كارسون فوكس (بالإنجليزية: Carson Fox)‏ هي فنانة أمريكية، ولدت في 1970.